# 51e division (armée impériale japonaise)
La 51e division (第51師団, Dai-go-jū-ichi shidan) est une unité d'infanterie de l'armée impériale japonaise basée à Utsunomiya durant la Seconde Guerre mondiale. Son nom de code est Division Base (基兵団, Moto-heidan). Elle est créée le 10 juillet 1940 en même temps que les 52e, 54e, 55e, 56e, et 57e divisions. Elle est initialement affectée à l'armée du district central et placée sous le commandement du lieutenant-général Kenichiro Ueno.

## Histoire
Afin de participer à l'exercice spécial de l'armée du Guandong (ja) (une mobilisation pour un éventuel conflit à grande échelle avec l'Union soviétique) du 2 juillet 1941, le prince Yi Un devient commandant de la 51e division, la dirigeant en Chine lors de son transfert à l'armée japonaise du Guandong en août 1941. Les préparations pour la guerre avec les Soviétiques sont officiellement annulées le 9 août 1941. En septembre 1941, la 51e division est transférée au Guangdong dans le sud de la Chine sous le contrôle de la 23e armée. Le détachement Araki de la 51e division, comprenant le 66e régiment d'infanterie (en), est utilisé comme arrière-garde à la bataille de Hong Kong. En novembre 1941, Yi Un passe la main au lieutenant-général Hidemitsu Nakano, qui reste au commandement de la division jusqu'à la fin de la guerre.
L'année suivante, en novembre 1942, la 51e division est affectée à la 18e armée et envoyée à Rabaul. Le 28 février 1943, certaines parties de la division partent pour Lae en Nouvelle-Guinée. L'aviation des Alliés intercepte le convoi le 2 mars 1943, ce qui déclenche la bataille de la mer de Bismarck, et seuls 1 200 hommes sur 6 900 atteignent Lae. 800 hommes du 115e régiment d'infanterie sont secourus et transportés sur les destroyers Yukikaze et Asagumo jusqu'à Finschhafen d'où ils marchent jusqu'à Lae, tandis que le reste de la 51e division atteint Lae en mai 1943 en débarquant en Nouvelle-Guinée à Madang ou dans le détroit de Dampier. La division finit par se regrouper dans la région de Salamaua, et est par la suite engagée dans la campagne de Salamaua-Lae. Les Alliés débarquent à Lae sans rencontrer de résistance le 4 septembre 1943 et la 51e division reçoit l'ordre de renforcer le détachement Shoge de la 41e division. Le 8 septembre 1943, Hidemitsu Nakano ordonne une retraite générale vers Lae en raison d'un quasi-encerclement de ses troupes par les forces ennemies avançant depuis Nadzab.
La retraite vers Lae commence le 11 septembre 1943 et est achevée le 14. Un ordre d'évacuation vers la côte nord de la péninsule de Huon est par la suite reçu. La 51e division essaie ainsi de traverser la chaîne Saruwaged (en) ce qui s'avère très difficile. La division perd tout son équipement lourd et même une grande partie de ses fusils en raison de l'épuisement des hommes et de la faim, et le passage prend un mois entier au lieu de dix jours prévus. À ce moment-là, le port d'évacuation de Finschhafen est inutilisable à la suite de la bataille de la plage Scarlet le 22 septembre 1943. De plus, environ 800 soldats japonais sont perdus dans des accidents. Les forces des Alliés sont entrées dans Lae le 16 septembre, mais hormis un seul contact avec l'arrière-garde japonaise le 13 septembre, elles ne parviennent pas à les poursuivre à travers ce terrain inhospitalier et dans des conditions météorologiques épouvantables. En raison du manque d'armes et de munitions, les survivants de la 51e division ne peuvent pas participer à la campagne de la péninsule de Huon, hormis une seule compagnie du 102e régiment d'infanterie (en) qui participe à la bataille de Finschhafen. En 1944–1945, le principal défi de la 51e division est la faim. Seuls 2 754 hommes sont encore vivants au moment de la reddition du Japon le 15 août 1945.